# دورية شانغاني
شانغاني باترول أو (ويلسون باترول) هي وحدة مؤلفة من 34 جنديًا من شركة جنوب إفريقيا البريطانية في عام 1893 تعرضت لكمين وتدمير من قبل أكثر من 3000 من محاربي ماتابيلي في روديسيا (زيمبابوي حاليًا) ، أثناء حرب ماتابيلي الأولى. برئاسة الرائد آلان ويلسون ، تعرضت الدورية لهجوم شمال نهر شانغاني في ماتابيليلاند ، روديسيا. خلفت موقفه الدرامي الأخير، حدث الذي يطلق عليه أحيانًا «وقفة ويلسون الأخيرة» ، مكانة بارزة في الخيال البريطاني العام، وبعد ذلك في تاريخ روديسيا ، على غرار أحداث مثل معركة شيروياما في اليابان ، ومعركة إل آلامو في تكساس و موقف اليونانيين الأخير في معركة ترموبيل.
أرسلت الشركة 290 جنديًا على متنها (مشاة خيالة بدلاً من سلاح الفرسان الحقيقيين) إلى ماتابيلي. كان القادة الثلاثة الكبار هم الرائد فوربس والرائد آلان ويلسون والقائد بيتر راف. كان فوربس ضابطًا بريطانيًا منتظمًا وحصل على القيادة لكنه لم يكن يعرف سوى القليل عن حرب الأدغال الإفريقية وكان يقود معظمهم من المتطوعين وليس النظاميين.
ترأت فرصة سانحة الرائد باتريك فوربس بعدما اكتشاف تحركات ملك ماتابيلي لوبنغولا شمالاً عبر نهر شانغاني مريضًا تمامًا لكن لا يزال لديه جيش كبير وقوي تاركاً خلفه أفضل قادته ، دونا ميجان مع قوة كبيرة لتأخير أو إن أمكن تدمير أي قوة مطاردة.
اشتملت الدورية على عناصر من شرطة ماشونالاند الخيالة وشرطة الحدود في بيتشوانالاند عبر وحدة ويلسون الصغيرة نهر شانغاني في وقت متأخر من يوم 3 ديسمبر عام 1893. وهدفة للتحرك نحو لوبنغولا في صباح اليوم التالي للقبض عليه، ولكنها تعرضت لكمين من قبل مجموعة من رماه ماتابيلي ومحاربين قرب عربة الملك التي فاقتهم حوالي بمائة أضعاف، لم يفد انسحاب ثلاثة من رجال إلى نهر في طلب حشد من التعزيزات من الرائد باتريك فوربس. إلا انه ارتفع منسوب نهر شانغاني بشكل كبير بسبب الفيضانات حل دون ذلك، فوربس شارك نفسه في مناوشات بالقرب من الضفة الجنوبية للنهر؛ لذلك ظل ويلسون ورجاله معزولين في الشمال في صمود الأخيرة للقتال حتى آخر خرطوش ، قتلهم أكثر من عشرة أضعاف عددهم، تم إبادة الوحدة بكامل.
كان أعضاء الدورية ، ولا سيما ويلسون والكابتن هنري بورو ، يرتقون إلى مرتبة الأبطال الوطنيين ، ويمثلون مجهودًا في مواجهة الصعاب التي لا يمكن التغلب عليها. أصبحت الذكرى السنوية للمعركة في 4 ديسمبر 1893 عطلة رسمية سنوية في روديسيا بعد ذلك بعامين ، وكان يومًا رسميًا بدون عمل حتى عام 1920. تم إنتاج فيلم حرب تاريخي يصور قصة حكاية العصبية لكتيبة من الجنود المتطوعين الذين يواجهون قوة جيش الملك لوبنغولا في روديسيا عام 1893.وتم إصداره في عام 1970.